# 魂 (キリスト教)
ほぼすべてのキリスト教徒は、魂（たましい）は人間の不滅の本質であり、魂は死後に報酬か懲罰を受けると信じている。死後の賞罰は、善行あるいは主なる神とイエスへの信仰によって左右されるが、この基準に対して、キリスト教徒の各宗派間で激しい論争が行われている。
なお、魂の復活や、死後について触れられるのは新約聖書であり、旧約聖書での記述は皆無である。

## 多数派
多くのキリスト教学者は、アリストテレスと同じく、「魂についてのいかなる確実な知識に到達することも、世界で最も困難な事柄の一つである」との見解を持っている。初期のキリスト教思想への最も大きな影響者の一人とされているアウグスティヌスは、魂は「肉体を支配するために適用され、理性を付与された、特別な実体」であると書いた。またイギリスの哲学者、アンソニー・クイントンによれば、彼が「性格と記憶の連続性によって接続された一連の精神状態」と規定したところの魂とは「人格性の本質的な構成要素」であり、「したがって、魂に関連付けられるいかなる個々の人間身体からも論理的に区別されるばかりでなく、まさに人格そのものである」とされる(cf. Anthony Quinton, "The Soul," Journal of Philosophy 59, 15 (1962): 393-409)。
オックスフォード大学のキリスト教宗教哲学者リチャード・スウィンバーンは以下のように書いた。「実体二元論者が――精神性の霊的な主体としての――魂の存在を説明できないことは、実体二元論へ頻繁に行われている批判である。魂は感覚と思考、願望、信仰、意図した行為を実行する能力を備えている。魂は人間の本質的な部分である」。
魂の発生源は、しばしばキリスト教徒を悩ませる疑問である。主な理論として、創造説（訳注：“Creationism”誕生の際に、魂が神によって創造されるとする説）、伝移説（訳注：“Traducianism”誕生の際に、両親から魂が遺伝されるとする説）、先在説（訳注：“Pre-existence”誕生の前に、前世での魂の存在があるとする説）が提唱されている。

## 少数派
その他のキリスト教徒は、それぞれ次のように信じている。
- 少数のキリスト教徒の集団は、魂の存在を信じず、死の際に人間は精神と肉体の両面で存在を停止するとしている。しかしながら彼らは、いつか将来の「世の終わり」に臨んで、主なる神がイエスを信じる者の精神と肉体を再生すると主張している。
- 他の少数派キリスト教徒は、魂の存在は信じるが、魂が本質的に不滅であるとは信じていない。この少数派もまた、イエスを信じる者の生命にのみ、キリストが不滅の魂を授けるのだと信じている。
- 中世のキリスト教思想家は、信仰や愛情と同じように、思考や創造力のような属性をしばしば魂に割当てていた（これは「魂」と「精神」の境界が、別個に解釈できる事を意味する）。
- エホバの証人は、魂とは霊ではなく生命それ自身であり、すべての魂は死ぬと信じている（欽定訳聖書 - 創世記2章7節、エゼキエル書18章4節）。
- 「魂の眠り」説では、魂は臨終において「眠り」に入り、最後の審判まで休眠状態に留まると述べている。
- 「肉体からの離脱と主なる神への帰一」説では、魂は死の瞬間に、その後のいかなる出来事も経験することなく、直ちに世の終わりに至ると述べている。
- 「煉獄」説では、世の終わりを迎える準備が完了する前に、不完全な魂が贖罪と浄罪の期間を過ごすと述べている。

## ウァレンティヌスによるキリスト教グノーシス主義
キリスト教の初期、グノーシス派キリスト教徒のウァレンティヌスは、その他多数の「永遠の知恵」との調和という、神秘主義的な異説を提唱した。ヴァレンティヌスは、人間を体（ソーマ）、魂（プシュケー）、霊（プネウマ）の三重からなる実体と想定した。同様の区分は聖パウロのテサロニケの信徒への手紙一にも見られるが、ウァレンティヌスはこれをより強化させ、すべての人間は半ば休眠中にある「霊的種子（スペルマ・プネウマティケー）」を所有しており、キリスト教徒としての霊的発展の中で、霊によりすべての種子は結合され、キリストの天使と等しい存在となる事が可能であると考えた。
ウァレンティヌスの述べる霊的種子は、ヴェーダーンタ哲学の「ジーヴァ」、イスラム教スーフィズムの「ルー」、その他の伝統宗教における魂の閃きと同一の物であることは明白である。そしてキリストの天使は、現代のトランスパーソナル心理学における「より高度な自己（ハイヤー・セルフ）」や、ヴェーダーンタ哲学の「アートマン」、と同一である。ウァレンティヌスによれば、キリストの天使よりの光線である霊的種子は、その淵源に回帰する。この回帰が真の復活である（ウァレンティヌス自身は、著書『真理の福音』でこう述べている。「最初に死に次に復活すると言う人々は間違っている。生きている間に復活を受けない者は、一度死んだならば何も受けないだろう」）。
ウァレンティヌスの生命観では、我々の肉体は塵に帰り、魂の閃きすなわちグノーシス主義の言うところの霊的種子は、より高度な自己／キリストの天使と正しき魂に結合され、心理的機能や個性を担持する存在（感情、記憶、合理的な才能、想像力等）は残存するだろうが、プレーローマすなわち充足（キリストの天使としての復活を果たしたすべての種子が回帰する源）には至らないであろう。魂はプシュケーの世界である「中位の場所」に留まる。
やがて無数の浄罪の後に、魂は「霊的な肉」すなわち復活後の体を与えられる。この区分はやや当惑させられるが、ネシャマ（精神）がその不変不滅の淵源に向かうが、果たされることなく下位の世界に追いやられるという点で、カバラ思想と似ていないこともない。同様にウァレンティヌスによれば、完全なる復活はキリスト教世界観での世の終わりの後にのみ達成され、霊的な肉を獲得し変容した魂が、最終的に 個々のキリストの天使への完全な結合を果たす時に、魂はプレーローマに存在する。これが、ウァレンティヌスの言う最後の救済である。

## 特定教義に縛られないキリスト教徒
多くの特定宗派に縛られないキリスト教徒と、魂の概念についての明確な教義を持つ宗派へ表向きは賛同している多数のキリスト教徒は、魂への信仰に対して「ア・ラ・カルト」な態度を取る。
これらのキリスト教徒は、各々の問題は、その利益と、他のキリスト教分派や他の伝統宗教や科学的理解などの異なる信条と、並置して判断を下す。

## 参照項目
- 霊魂
- 肉 (神学)
- キリスト教終末論